# Wieschendorf
Wieschendorf ist ein Ortsteil der Stadt Dassow im Landkreis Nordwestmecklenburg in Mecklenburg-Vorpommern. Die Eingemeindung nach Dassow erfolgte am 1. Januar 1957.

## Geografie und Verkehrsanbindung
Wieschendorf liegt nördlich der Kernstadt Dassow an der Kreisstraße K 3. Die Landesstraße L 01 verläuft östlich des Ortes. Westlich und nordwestlich des Ortes erstreckt sich das 580 ha große Naturschutzgebiet Küstenlandschaft zwischen Priwall und Barendorf mit Harkenbäkniederung. Im Ort hat die Harkenbäk ihre Quelle.

## Sehenswürdigkeiten
In der Liste der Baudenkmale in Dassow ist für Wieschendorf ein Baudenkmal aufgeführt:
- Gutsanlage mit Gutshaus, Park, Kuhstall, Pferdestall mit Stellmacherei, Inspektorenhaus, Scheune und Mauer
- Ehem. (Lehngut)[1] Rittergut (Größe 715 ha);[2] (teils) 1990 zurückerworben,[3][4](briefadelige)[5] Familie von Mecklenburg

## Persönlichkeiten
- Kaspar (Caspar) von Schöneich († 1547) war ein Kanzler der Herzöge von Mecklenburg und erhielt von diesen mehrere Güter, auch Wieschendorf, somit Teil Ritterschaft, Unterzeichner der am 1. August 1523 geschlossenen Union der Landstände
- Diederich von Mecklenburg (1833–1893), in Wieschendorf geboren und dort Gutsbesitzer, Landrat
- Christian von Mecklenburg (1870–1947), in Wieschendorf geboren, Kreisdirektor (Ritterschaftsrat), zuletzt Hauptdirektor[6] des Mecklenburgischen Ritterschaftlichen Kreditvereins mit Sitz in Rostock, bis 1935 Gutsbesitzer, übergab dann den Betrieb an seinen Sohn Diedrich von Mecklenburg (1900–1968)[7]